# Djenar Maesa Ayu
Djenar Maesa Ayu, née le 14 janvier 1973 à Jakarta, en Indonésie, également connue sous le nom de Nay, est une romancière, nouvelliste, actrice, scénariste et cinéaste indonésienne. Ses créations ont été qualifiées de provocatrices, effrayantes pour les uns, courageuses et s’attaquant à des tabous pour les autres.

## Biographie
Née en 1973, fille d’un réalisateur, Sjumandjaja, et d’une actrice, Tuti Kirana, Djenar Maesa Ayu commence à écrire à l'école primaire. Pour autant, sa première profession  est présentatrice de télévision, pendant une courte période, avant de se consacrer pleinement à l’écriture.
Son premier ouvrage est une compilation de onze nouvelles, publiée en 2002 sous le titre Mereka Bilang Saya Monyet ! [Ils disent que je suis un singe], parlant sans tabou de la sexualité des femmes mais aussi des agressions sexuelles dont elles peuvent faire l’objet. En 2003, un an après sa publication, ce recueil de nouvelles est l'un des dix livres nommés pour le Prix littéraire Khatulisitwa. La fin des années 1990 et le début des années 2000, c’est le début en Indonésie de l’ère post-Soeharto, un ex-militaire qui est resté au pouvoir plus d’une trentaine d’années, avec un régime autoritaire et marqué par une importante corruption, et qui est parti à la suite d'émeutes, en mai 1998. Djenar Maesa Ayu (même si elle n’aime pas ce type d’étiquette) s’inscrit dans une génération de femmes romancières, décidée à prendre pleinement leur place dans la littérature indonésienne. Ce mouvement a été qualifié quelquefois par ses détracteurs de «sastra wangi» (littérature parfumée) et par ses partisans de «sastra pembebasan» (littérature de libération), avec comme autres auteurs, notamment Ayu Utami, Nova Riyanti Yusuf, Fira Basuki et Dewi Lestari. Les œuvres de ces auteures évoquent souvent en arrière-plan des préoccupations de la société indonésienne (tel que l'alcoolisme, la violence) et la situation des femmes indonésiennes (leur émancipation, leur sexualité, ..).
Bien qu’ayant eu un succès indéniable avec ce recueil Mereka Bilang Saya Monyet !, l’auteure a été également attaquée. Elle répond à ces attaques par un deuxième recueil dont le titre lui-même est provocateur :  Jangan Main-Main (dengan Kelaminmu) [Ne joue pas (avec ton sexe)]. C’est également une compilation de onze nouvelles, suivi d’un roman, Nayla, publié en 2005, puis de Cerita Pendek Tentang Cerita Cerita Cinta Pendek [Histoires courtes de courtes histoires d’amour], publié en 2006. En janvier 2011 paraît un nouveau recueil  de nouvelles, 1 Perempuan, 14 Laki-laki [1 Femme, 14 Hommes], ainsi nommé tout simplement parce qu'il est composé de 14 histoires co-écrites avec 14 hommes.
Elle intervient comme actrice dans différents films, notamment dans la période de 2006 à 2011, puis à nouveau à partir de 2017 (elle interprète ainsi le personnage de Moerjam dans le film biographique consacré à Kartini, une militante féministe et écrivaine javanaise et indonésienne, sorti en 2017).
En 2008, elle débute derrière la caméra, comme réalisatrice, avec une adaptation cinématographique de son œuvre Mereka Bilang, Saya Monyet !. Le film n’est pas un succès commercial, mais reçoit des critiques plutôt positives, par exemple par le magazine indonésien Tempo. D’autres films suivent quelques années plus tard, comme Nay en 2015 et Hush en 2016.